# Legalize It
Legalize It est un album du musicien reggae, Peter Tosh. Il est sorti en juin 1976 sur le label Virgin Records et a été produit par Peter Tosh lui-même.

## Historique
C'est son premier album solo, enregistré après sa séparation avec le groupe de Bob Marley. L'album aurait été financé par un vaste trafic de cannabis organisé en partie par Lee Jaffe, l'auteur de la célèbre photo de Peter Tosh qui pose au milieu d'un champ de ganja sur la pochette de l'album. Peter Tosh a obtenu le Grammy Award du meilleur album en 1988, à titre posthume. Une réédition paraît en 1999, chez Legacy, avec une piste bonus, version instrumentale du titre Ketchy Shuby du même album.
Legalize It sera certifié disque de platine aux États-Unis en avril 1999 soit 23 ans après sa parution. 

## Liste des chansons
Toutes les chansons sont écrites par Peter Tosh, sauf mention contraire
Face 1
1. Legalize It - 4:41
2. Burial - 3:55
3. Whatcha Gonna Do - 2:27
4. No sympathy - 4:35
5. Why Must I Cry? (Peter Tosh, Bob Marley) - 3:05

Face 2
1. Igziabeher (Let Jah Be Praised) - 4:37
2. Ketchy Shuby - 4:57
3. Till Your Well Runs Dry (Peter Tosh, Neville Livingston) - 6:08
4. Brand New Second Hand - 4:04
5. Ketchy Shuby (Instrumental) - 3:16 (Réédition de 1999)

## Réédition de 2011 (Legacy Edition, double CD)
| CD1 1. Legalize It 2. Burial 3. Whatcha Gonna Do 4. No Sympathy 5. Why Must I Cry 6. Igziabeher (Let Jah Be Praised) 7. Ketchy Shuby 8. Till Your Well Runs Dry 9. Brand New Second Hand 10. Legalize It (Demo) 11. No Sympathy (Demo) 12. Why Must I Cry (Demo) 13. Igziabeher (Let Jah Be Praised) (Demo) 14. Ketchy Shuby (Demo) 15. Till Your Well Runs Dry (Demo) 16. Brand New Second Hand (Demo) | CD2 (Original Mix) 1. Legalize It 2. Burial 3. Whatcha Gonna Do 4. No Love, No Sympathy 5. Why Must I Cry 6. Igziabeher (Let Jah Be Praised) 7. Ketchy Shuby 8. Till Your Well Runs Dry 9. Brand New Second Hand 10. Legalize It (Alternative Version) 11. Burial (Dub Version) 12. Whatcha Gonna Do (ShaJahShoka Dub Plate) 13. (Igziabeher) Let Jah Be Praised (ShaJahShoka Dub Plate) 14. Second Hand (ShaJahShoka Dub Plate) 15. Burial (Dub version) 16. Legalize It (Dub Version) |

## Musiciens
- Peter Tosh : chant, guitare rythmique, claviers, chœurs.
- Carlton Barrett : batterie, percussions.
- Aston "Family Man" Barrett : basse.
- Robbie Shakespeare : basse, harpe.
- Tyrone Downey : claviers.
- Al Anderson : guitare solo.
- Donald Kinsey : guitare solo sur No Sympathy et Brand New second Hand.
- Ras Lee : harpe.
- Rita Marley, Judy Mowatt, Bunny Wailer : chœurs.

## Charts & certification
Charts
| Pays                          | Durée du classement | Meilleur classement | Date              |
| ----------------------------- | ------------------- | ------------------- | ----------------- |
| États-Unis (Billboard 200)    | 2 semaines          | 199e                | 7 août 1976       |
| Royaume-Uni (UK Albums Chart) | 1 semaine           | 54e                 | 25 septembre 1976 |

Certification
| Pays       | Certification | Ventes      | Date          |
| ---------- | ------------- | ----------- | ------------- |
| États-Unis | Platine       | 1 000 000 + | 15 avril 1999 |